# Luis Felipe II de Orleans
Luis Felipe II de Orleans (Palacio de Saint-Cloud, 13 de abril de 1747-París, 6 de noviembre de 1793) fue duque de Orleans desde 1785 hasta su muerte. Era un miembro de la rama menor de la Casa de Borbón, la dinastía gobernante de Francia. Partidario de la Revolución francesa, fue conocido por los revolucionarios como Felipe Igualdad (en francés, Philippe Égalité). Murió guillotinado en 1793 durante el Reinado del Terror.
Su hijo, Luis Felipe I, llegó a ser rey de los franceses después de la Revolución de julio de 1830. Resultante de su carrera, el término orleanismo llegará a ser partidario del movimiento en Francia que favorecía la monarquía constitucional.

## Duque de Montpensier

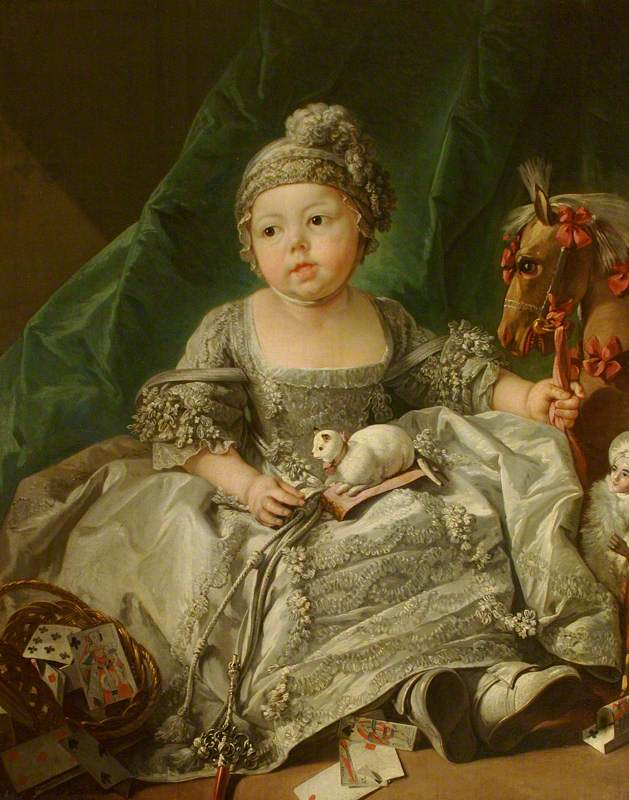
El duque de Montpensier (1750) por Boucher.

Luis Felipe José de Orleans fue hijo de Luis Felipe de Orleans, duque de Chartres, y de Luisa Enriqueta de Borbón-Conti. Al momento de su nacimiento, su abuelo Luis de Orleans, duque de Orleans, tenía el título, y siendo su padre duque de Chartres. Él recibió entonces el título de duque de Montpensier. Nació en el Palacio de Saint-Cloud, una de las residencias del duque de Orleans, a unas leguas de París.
Luis Felipe José, conocido como Felipe, fue descendiente del rey Luis XIV de Francia; por su madre, nieta de Luisa Francisca de Borbón (la hija mayor, legitimada, de la relación que Luis XIV tuvo con su amante Madame de Montespan); y por su padre, nieto de Francisca María de Borbón.
Su hermana mayor, nacida en 1745, murió con seis meses de edad. Sus padres tuvieron otra hija, Luisa María Teresa Batilde de Orleans (9 de julio de 1750-10 de enero de 1822).

## Vida en la corte
Luis Felipe inició su vida en la corte a partir del advenimiento de Luis XVI y fue encargado de un mando en la marina. Pero un partido apoyado en la reina María Antonieta logró que el rey lo revocara del cargo.
A partir de este momento el duque de Orleans tomó un odio hacia los monarcas, en especial hacia la reina, convirtiéndose así en el principal autor de los múltiples rumores en contra de esta, acusándola de ser la autora de todos los males que ocurrían en Francia, sentando así las bases de la revolución y obteniendo una gran aprobación popular.

## La Revolución
Al iniciar la revolución el duque se puso de parte de los revolucionarios, apoyando así a los jacobinos y a los más extremistas (Jean-Paul Marat y Robespierre).
Obtuvo el apoyo del tercer estado y de una minoría, pasando a formar parte de la asamblea legislativa. Fue elegido por una gran mayoría presidente de la asamblea, cargo que no aceptó.
Cuando la revolución fue tomada por los radicales, el duque de Orleans se convirtió en uno de ellos, sin saber que esto marcaría su fin.

## Decadencia
Tras el derrocamiento de la monarquía francesa, el duque de Orleans se convirtió tan solo en una herramienta de los revolucionarios. Sus hijos le pidieron que se fuese a Norteamérica y que se refugiase en ese lugar, y él simplemente se negó, diciendo que en Francia él todavía tenía poder. Sin embargo, no se daba cuenta de que, al abolir en 1789 los privilegios de la nobleza, había dado paso a que en 1792 se aboliera la nobleza como tal, teniendo que renunciar a su título de duque de Orleans y a sus apellidos si quería seguir en la política, tomando el nombre de Felipe Igualdad.
Fue elegido como último diputado de la nueva convención, buscando así el apoyo de los revolucionarios. Se hallaba desesperado por recuperar su popularidad, tomando así una medida extrema: firmó a favor de la pena de muerte en el proceso contra su primo, el rey Luis XVI, pero esto no aumentó su popularidad.
Más tarde los revolucionarios tomaron su fortuna bajo el pretexto de que su hijo (futuro Luis Felipe I de Francia) tenía tratos con austriacos y girondinos, y fue acusado de traición y condenado a muerte. Mientras el verdugo le intentaba quitar las botas, pronunció sus últimas palabras: "No perdamos el tiempo. Lo haréis más fácilmente cuando esté muerto. ¡Terminemos cuanto antes!". Fue guillotinado el 6 de noviembre de 1793, sólo 8 meses después que Luis XVI.

## Matrimonio y descendencia

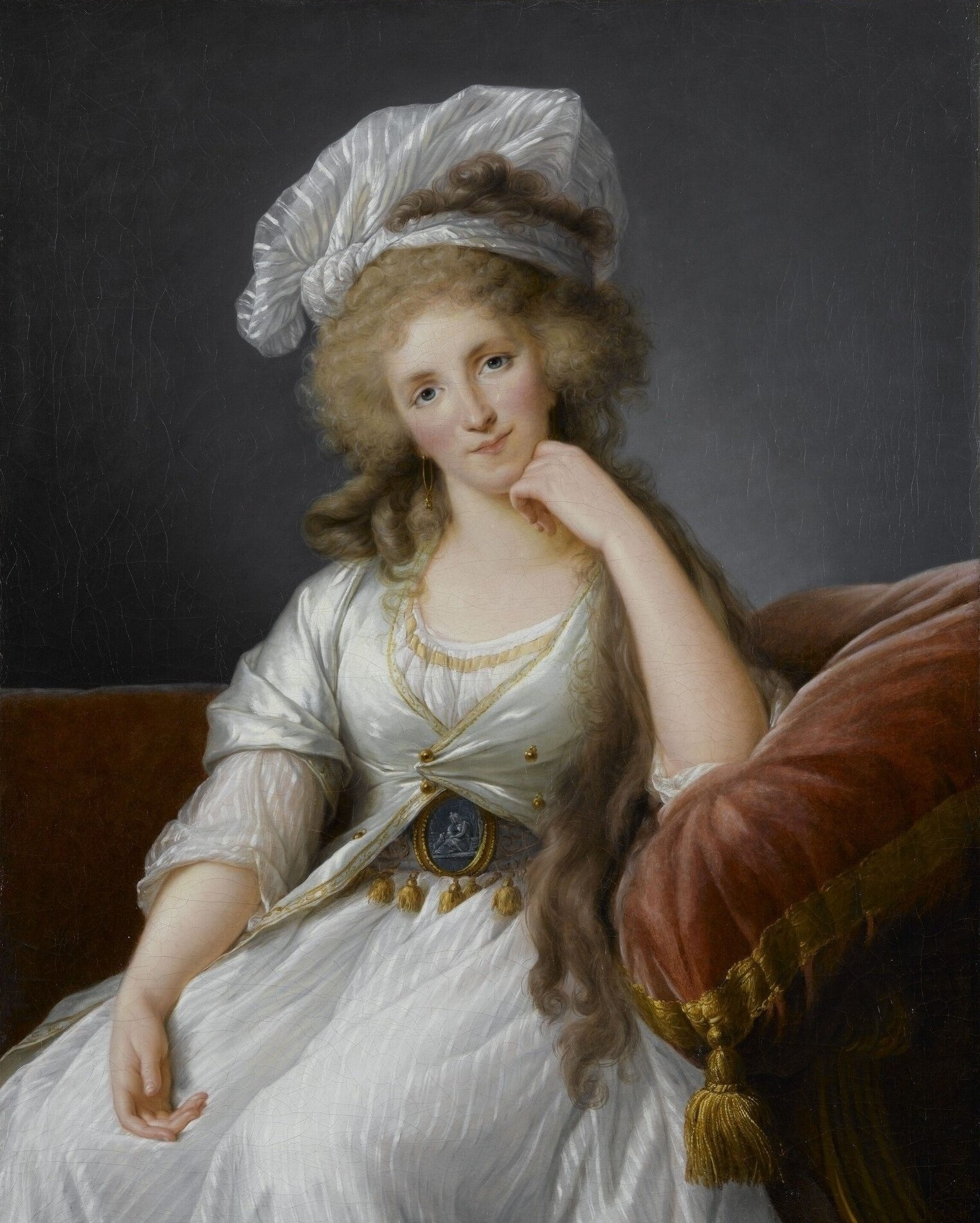
Luisa María Adelaida, esposa de Luis Felipe, por Marie-Louise-Élisabeth Vigée-Lebrun.

El 6 de junio de 1769, Luis Felipe se casó con Luisa María Adelaida de Borbón en la capilla del Palacio de Versalles. Luisa María Adelaida añadió a la ya rica Casa de Orleans una considerable dote de seis millones de libras, una renta anual de 240.000 libras (que luego se incrementaron a 400.000), así como tierras, títulos, residencias y muebles.
Sin contar su primera hija, nacida muerta, tuvieron cinco descendientes:
1. Hija nacida muerta (10 de octubre de 1771).
2. Luis Felipe I (6 de octubre de 1773-26 de agosto de 1850), luego rey de los franceses (1830-1848).
3. Antonio Felipe (3 de julio de 1775-18 de mayo de 1807), que murió en el exilio en Salthill, Inglaterra.
4. Luisa María Adelaida Eugenia (23 de agosto de 1777-31 de diciembre de 1847), permaneció soltera.
5. Francisca (23 de agosto de 1777-6 de febrero de 1782), Mademoiselle de Orleans, gemela de Adelaida.
6. Luis Carlos (17 de octubre de 1779-30 de mayo de 1808), que murió exiliado en Malta.

El duque era un conocido mujeriego, y, como sus antepasados, Luis XIV de Francia y Felipe II de Orleans, tuvo varios hijos ilegítimos.
Reconoció un hijo que tuvo con Marguerite Françoise Bouvier de la Mothe de Cépoy, condesa de Buffon:
- Victor Leclerc de Buffon (6 de septiembre de 1792-20 de abril de 1812), conocido como el Caballero de Saint-Paul y el Caballero d'Orléans.

## Títulos y tratamientos
| ● 13 de abril de 1747-4 de febrero de 1752:         | Su alteza serenísima Luis Felipe de Orleans, príncipe de sangre, duque de Montpensier    |
| ● 4 de febrero de 1752-18 de noviembre de 1785:     | Su alteza serenísima Luis Felipe de Orleans, príncipe de sangre, duque de Chartres       |
| ● 18 de noviembre de 1785-14 de septiembre de 1791: | Su alteza serenísima Luis Felipe de Orleans, primer príncipe de sangre, duque de Orleans |
| ● 14 de septiembre de 1791-6 de noviembre de 1793:  | Luis Felipe de Orleans, príncipe francés                                                 |

## Antepasados
|  |                                           |  |  |  |  |  |  |  |  |  |  |  |  |  |  |  |
|  | 16. Felipe I de Orleans                   |  |  |  |  |  |  |  |  |  |  |  |  |  |  |  |
|  |                                           |  |  |  |  |  |  |  |  |  |  |  |  |  |  |  |
|  |                                           |  |  |  |  |  |  |  |  |  |  |  |  |  |  |  |
|  | 8. Felipe II de Orleans                   |  |  |  |  |  |  |  |  |  |  |  |  |  |  |  |
|  |                                           |  |  |  |  |  |  |  |  |  |  |  |  |  |  |  |
|  |                                           |  |  |  |  |  |  |  |  |  |  |  |  |  |  |  |
|  | 17. Isabel Carlota del Palatinado         |  |  |  |  |  |  |  |  |  |  |  |  |  |  |  |
|  |                                           |  |  |  |  |  |  |  |  |  |  |  |  |  |  |  |
|  |                                           |  |  |  |  |  |  |  |  |  |  |  |  |  |  |  |
|  | 4. Luis I de Orleans                      |  |  |  |  |  |  |  |  |  |  |  |  |  |  |  |
|  |                                           |  |  |  |  |  |  |  |  |  |  |  |  |  |  |  |
|  |                                           |  |  |  |  |  |  |  |  |  |  |  |  |  |  |  |
|  | 18. Luis XIV de Francia (=30)             |  |  |  |  |  |  |  |  |  |  |  |  |  |  |  |
|  |                                           |  |  |  |  |  |  |  |  |  |  |  |  |  |  |  |
|  |                                           |  |  |  |  |  |  |  |  |  |  |  |  |  |  |  |
|  | 9. Francisca María de Borbón              |  |  |  |  |  |  |  |  |  |  |  |  |  |  |  |
|  |                                           |  |  |  |  |  |  |  |  |  |  |  |  |  |  |  |
|  |                                           |  |  |  |  |  |  |  |  |  |  |  |  |  |  |  |
|  | 19. Madame de Montespan (=31)             |  |  |  |  |  |  |  |  |  |  |  |  |  |  |  |
|  |                                           |  |  |  |  |  |  |  |  |  |  |  |  |  |  |  |
|  |                                           |  |  |  |  |  |  |  |  |  |  |  |  |  |  |  |
|  | 2. Luis Felipe I de Orleans               |  |  |  |  |  |  |  |  |  |  |  |  |  |  |  |
|  |                                           |  |  |  |  |  |  |  |  |  |  |  |  |  |  |  |
|  |                                           |  |  |  |  |  |  |  |  |  |  |  |  |  |  |  |
|  | 20. Fernando Maximiliano de Baden-Baden   |  |  |  |  |  |  |  |  |  |  |  |  |  |  |  |
|  |                                           |  |  |  |  |  |  |  |  |  |  |  |  |  |  |  |
|  |                                           |  |  |  |  |  |  |  |  |  |  |  |  |  |  |  |
|  | 10. Luis Guillermo de Baden-Baden         |  |  |  |  |  |  |  |  |  |  |  |  |  |  |  |
|  |                                           |  |  |  |  |  |  |  |  |  |  |  |  |  |  |  |
|  |                                           |  |  |  |  |  |  |  |  |  |  |  |  |  |  |  |
|  | 21. Luisa Cristina de Saboya-Carignano    |  |  |  |  |  |  |  |  |  |  |  |  |  |  |  |
|  |                                           |  |  |  |  |  |  |  |  |  |  |  |  |  |  |  |
|  |                                           |  |  |  |  |  |  |  |  |  |  |  |  |  |  |  |
|  | 5. Augusta de Baden-Baden                 |  |  |  |  |  |  |  |  |  |  |  |  |  |  |  |
|  |                                           |  |  |  |  |  |  |  |  |  |  |  |  |  |  |  |
|  |                                           |  |  |  |  |  |  |  |  |  |  |  |  |  |  |  |
|  | 22. Julio Francisco de Sajonia-Lauenburgo |  |  |  |  |  |  |  |  |  |  |  |  |  |  |  |
|  |                                           |  |  |  |  |  |  |  |  |  |  |  |  |  |  |  |
|  |                                           |  |  |  |  |  |  |  |  |  |  |  |  |  |  |  |
|  | 11. Francisca de Sajonia-Lauenburgo       |  |  |  |  |  |  |  |  |  |  |  |  |  |  |  |
|  |                                           |  |  |  |  |  |  |  |  |  |  |  |  |  |  |  |
|  |                                           |  |  |  |  |  |  |  |  |  |  |  |  |  |  |  |
|  | 23. Eduviges del Palatinado-Sulzbach      |  |  |  |  |  |  |  |  |  |  |  |  |  |  |  |
|  |                                           |  |  |  |  |  |  |  |  |  |  |  |  |  |  |  |
|  |                                           |  |  |  |  |  |  |  |  |  |  |  |  |  |  |  |
|  | 1. Luis Felipe II de Orleans              |  |  |  |  |  |  |  |  |  |  |  |  |  |  |  |
|  |                                           |  |  |  |  |  |  |  |  |  |  |  |  |  |  |  |
|  |                                           |  |  |  |  |  |  |  |  |  |  |  |  |  |  |  |
|  | 24. Armando de Borbón-Conti               |  |  |  |  |  |  |  |  |  |  |  |  |  |  |  |
|  |                                           |  |  |  |  |  |  |  |  |  |  |  |  |  |  |  |
|  |                                           |  |  |  |  |  |  |  |  |  |  |  |  |  |  |  |
|  | 12. Francisco Luis de Borbón-Conti        |  |  |  |  |  |  |  |  |  |  |  |  |  |  |  |
|  |                                           |  |  |  |  |  |  |  |  |  |  |  |  |  |  |  |
|  |                                           |  |  |  |  |  |  |  |  |  |  |  |  |  |  |  |
|  | 25. Ana María Martinozzi                  |  |  |  |  |  |  |  |  |  |  |  |  |  |  |  |
|  |                                           |  |  |  |  |  |  |  |  |  |  |  |  |  |  |  |
|  |                                           |  |  |  |  |  |  |  |  |  |  |  |  |  |  |  |
|  | 6. Luis Armando II de Borbón-Conti        |  |  |  |  |  |  |  |  |  |  |  |  |  |  |  |
|  |                                           |  |  |  |  |  |  |  |  |  |  |  |  |  |  |  |
|  |                                           |  |  |  |  |  |  |  |  |  |  |  |  |  |  |  |
|  | 26. Enrique III de Borbón-Condé (=28)     |  |  |  |  |  |  |  |  |  |  |  |  |  |  |  |
|  |                                           |  |  |  |  |  |  |  |  |  |  |  |  |  |  |  |
|  |                                           |  |  |  |  |  |  |  |  |  |  |  |  |  |  |  |
|  | 13. María Teresa de Borbón-Condé          |  |  |  |  |  |  |  |  |  |  |  |  |  |  |  |
|  |                                           |  |  |  |  |  |  |  |  |  |  |  |  |  |  |  |
|  |                                           |  |  |  |  |  |  |  |  |  |  |  |  |  |  |  |
|  | 27. Ana Enriqueta del Palatinado (=29)    |  |  |  |  |  |  |  |  |  |  |  |  |  |  |  |
|  |                                           |  |  |  |  |  |  |  |  |  |  |  |  |  |  |  |
|  |                                           |  |  |  |  |  |  |  |  |  |  |  |  |  |  |  |
|  | 3. Luisa Enriqueta de Borbón-Conti        |  |  |  |  |  |  |  |  |  |  |  |  |  |  |  |
|  |                                           |  |  |  |  |  |  |  |  |  |  |  |  |  |  |  |
|  |                                           |  |  |  |  |  |  |  |  |  |  |  |  |  |  |  |
|  | 28. Enrique III de Borbón-Condé (=26)     |  |  |  |  |  |  |  |  |  |  |  |  |  |  |  |
|  |                                           |  |  |  |  |  |  |  |  |  |  |  |  |  |  |  |
|  |                                           |  |  |  |  |  |  |  |  |  |  |  |  |  |  |  |
|  | 14. Luis III de Borbón-Condé              |  |  |  |  |  |  |  |  |  |  |  |  |  |  |  |
|  |                                           |  |  |  |  |  |  |  |  |  |  |  |  |  |  |  |
|  |                                           |  |  |  |  |  |  |  |  |  |  |  |  |  |  |  |
|  | 29. Ana Enriqueta del Palatinado (=27)    |  |  |  |  |  |  |  |  |  |  |  |  |  |  |  |
|  |                                           |  |  |  |  |  |  |  |  |  |  |  |  |  |  |  |
|  |                                           |  |  |  |  |  |  |  |  |  |  |  |  |  |  |  |
|  | 7. Luisa Isabel de Borbón-Condé           |  |  |  |  |  |  |  |  |  |  |  |  |  |  |  |
|  |                                           |  |  |  |  |  |  |  |  |  |  |  |  |  |  |  |
|  |                                           |  |  |  |  |  |  |  |  |  |  |  |  |  |  |  |
|  | 30. Luis XIV de Francia (=18)             |  |  |  |  |  |  |  |  |  |  |  |  |  |  |  |
|  |                                           |  |  |  |  |  |  |  |  |  |  |  |  |  |  |  |
|  |                                           |  |  |  |  |  |  |  |  |  |  |  |  |  |  |  |
|  | 15. Luisa Francisca de Borbón             |  |  |  |  |  |  |  |  |  |  |  |  |  |  |  |
|  |                                           |  |  |  |  |  |  |  |  |  |  |  |  |  |  |  |
|  |                                           |  |  |  |  |  |  |  |  |  |  |  |  |  |  |  |
|  | 31. Madame de Montespan (=19)             |  |  |  |  |  |  |  |  |  |  |  |  |  |  |  |
|  |                                           |  |  |  |  |  |  |  |  |  |  |  |  |  |  |  |
|  |                                           |  |  |  |  |  |  |  |  |  |  |  |  |  |  |  |